# سيان ماسي إليس
سيان ماسي إليس (بالإنجليزية:Sian Louise Massey-Ellis؛ مواليد 5 أكتوبر 1985) هي حكمة كرة قدم في مبارايات كرة القدم الإنجليزية وتتولى مهام الحكم المساعد بصفة عامة في الدوري الإنجليزي الممتاز ودوري كرة القدم الإنجليزية. كما تم تعيينها في مباريات بدوري كرة القدم الإنجليزية، ودوري أبطال أوروبا للسيدات، وجولات تصفيات كأس العالم للسيدات 2011، وكأس العالم للسيدات. أصبحت ماسي إليس محترفة في عام 2010 وتم تعيينها في قائمة الفيفا للحكام المساعدات في 2009.
هي تقيم في كوفنتري، ويست مدلاندز.

## مسيرتها

### محليًا
في مايو 2009 جرى تعيين ماسي إليس كحكم رابع لنهائي كأس الاتحاد الإنجليزي للسيدات على ملعب برايد بارك في ديربي كاونتي، وهي المباراة التي شهدت هدفين في الوقت المحتسب بدل الضائع وهزيمة أرسنال على سندرلاند 2-1. في موسم 2009-2010 للرجال كانت ماسي الحكم الرابع في خمس مباريات والحكم المساعد في 11 مباراة. وأول تعيين لها كحكم مساعد كان في 29 أغسطس 2009، في مباراة التعادل 2–2 بين هيرفورد يونايتد وبورت فايل.

## حياتها الشخصية
هي متزوجة من روبرت إليس، وهو أيضاً حكم كرة قدم.

## روابط خارجية
- سيان ماسي إليس على موقع Soccerway.com (الإنجليزية)